# Thursday Night Football
Thursday Night Football (abbreviato in TNF) è un programma televisivo della National Football League (NFL) che trasmette una partita nella prima serata del giovedì, usualmente con inizio alle 8:15 p.m. ora della costa est degli Stati Uniti.
Dal 2022, e fino al 2033, è messo in onda da Prime Video.

## La trasmissione
Con il grande successo di ascolti ottenuti dal Monday Night Football, in onda dal 1970, agli inizi degli anni 2000 la NFL pensò di aumentare la propria offerta televisiva in un giorno come il giovedì in cui fino ad allora non erano trasmesse partite di football o altri grandi eventi sportivi.
Il programma esordì su NFL Network il 23 novembre 2006, giorno del ringraziamento, trasmettendo l'incontro Kansas City Chiefs contro Denver Broncos.
Inizialmente il programma copriva otto partite nella parte conclusiva della stagione regolare, cinque giocate di giovedì e tre di sabato, ed era pensato per seguire le gare più significative nella fase più calda della corsa ai play-off.
Nel 2012 la NFL modificò il formato del programma, adottando quello ancora in uso, ossia con inizio dalla seconda settimana della stagione regolare e fino al penultimo turno, trasmettendo quindi, alla stagione 2024, un totale di 16 gare stagionali, a cui si aggiunge una partita del precampionato.
Nel 2014 la produzione del programma passò alla CBS, con la trasmissione delle partite suddivisa tra la stessa rete nazionale e NFL Network. Nel 2016 si aggiunse anche la NBC, mentre la NFL iniziò ad assegnare separatamente i diritti per lo streaming a Twitch e poi nel 2017 anche a Prime Video. Dal 2018 e fino al 2022 produzione e trasmissione televisiva passarono alla Fox.
Nel 2021 la NFL assegnó a Prime Video i diritti esclusivi sul programma per dieci anni a partire dal 2023, con la piattaforma digitale che poi acquisì i diritti restanti della Fox e iniziò a trasmettere il TNF già dal 2022.

## Il TNF nel Giorno del Ringraziamento
Il giorno del ringraziamento, che negli Stati Uniti viene festeggiato il quarto giovedì di Novembre, è una delle principali festività americana e la NFL, fin dai suoi inizi, ha fatto disputare delle partite in questa giornata per avere una grande partecipazione di pubblico.
Col tempo questo appuntamento, sia per riproporre sfide che avessero un grande richiamo tra gli appassionati sia anche per il peso politico delle franchigie interessate, è diventato fisso per i Detroit Lions e per i Dallas Cowboys, che rispettivamente dal 1934 e dal 1966 giocano sempre in tale giornata. Dopo la fusione AFL-NFL del 1970, lo storico proprietario dei Kansas City Chiefs Lamar Hunt cominciò a cercare consenso nella lega affinché anche la sua squadra giocasse sempre una gara in quel giorno di festa, non riuscendo però ad ottenere la cosa.
Il primo TNF del 2006 fu la terza gara mai giocata nel giorno di ringraziamento e la prima di sera, vedendo coinvolti, non a caso, proprio i Chiefs che però, vuoi anche la scomparsa di Hunt nello stesso anno, non furono selezionati come fissi per disputare una partita in tale giornata.

## Critiche e limiti di partecipazione
Nel corso degli anni il TNF ha ricevuto critiche da parte di diversi giocatori e addetti ai lavori, soprattutto basate sul fatto che anticipare la partita dalla domenica al giovedì comporti una grossa variazione della routine di allenamento e di preparazione degli atleti alla gara (soprattutto nel caso si giochi in trasferta), comportando questo la possibilità sia di scarse prestazioni dal punto di vista sportivo ma anche di aumento del rischio per i giocatori di incorrere in infortuni anche gravi.
La NFL, anche per far fronte a queste critiche, ha stabilito delle specifiche regole che definiscono i limiti di partecipazione delle franchigie al TNF, aggiornate nella stagione 2023:
- Una squadra può partecipare in una stagione a non più di due TNF e comunque fino ad un massimo di sette gare in prima serata.
- Una squadra può partecipare in una stagione solo ad un TNF giocato fuori casa.
- L'elenco delle partite previste per il TNF è stilato ad inizio stagione. La lega può decidere nel corso dell'annata di spostare una gara al TNF ma solo dal 13º al 17º turno della stagione regolare e comunicandolo con largo anticipo (28 giorni) alle squadre interessate.

## Presenze delle franchigie

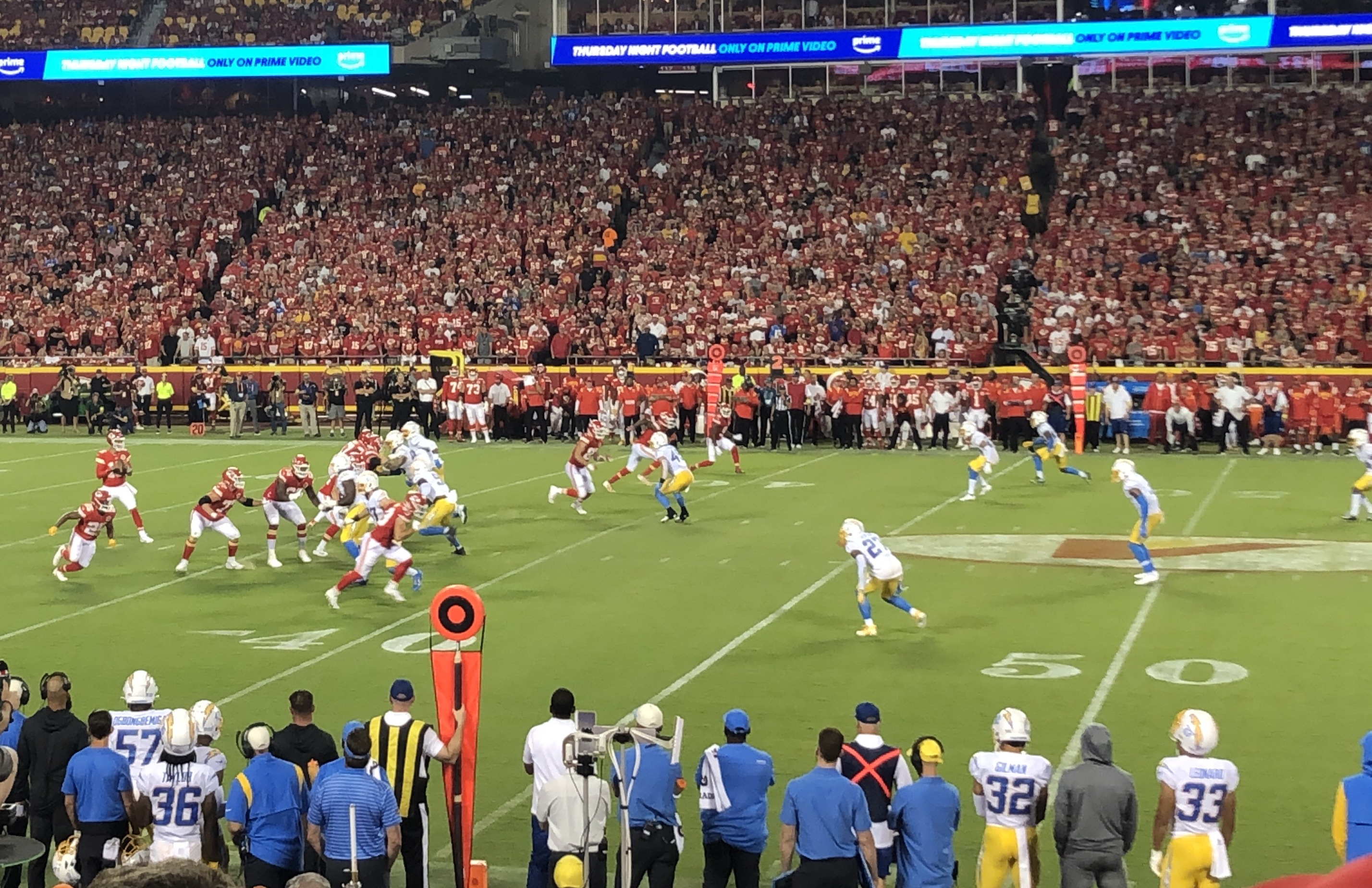
I Chiefs contro i Chargers nel TNF del 15 settembre 2022

Nella tabella che segue le gare giocate dalle franchigie della NFL nel TNF alla stagione 2024. I San Francisco 49ers sono quelli con più presenze (21) mentre i Detroit Lions quelli con meno apparizioni (5). I Kansas City Chiefs sono la squadra con la migliore percentuale di vittorie (78,6%) mentre i Tampa Bay Buccaneers quella con la peggiore (26,7%).
| Squadra               | Partite disputate | Record (V-S-P) | Prima partecipazione | Partecipazione più recente |
| --------------------- | ----------------- | -------------- | -------------------- | -------------------------- |
| Indianapolis Colts    | 16                | 12-4-0         | 22 novembre 2007     | 6 ottobre 2022             |
| Kansas City Chiefs    | 14                | 11-3-0         | 23 novembre 2006     | 29 novembre 2024           |
| Pittsburgh Steelers   | 16                | 10-6-0         | 7 dicembre 2006      | 21 novembre 2024           |
| New York Jets         | 20                | 8-12-0         | 13 novembre 2008     | 31 ottobre 2024            |
| Los Angeles Chargers  | 15                | 8-7-0          | 4 dicembre 2008      | 19 dicembre 2024           |
| Dallas Cowboys        | 18                | 13-5-0         | 16 dicembre 2006     | 26 settembre 2024          |
| Philadelphia Eagles   | 13                | 9-4-0          | 27 novembre 2008     | 14 novembre 2024           |
| New York Giants       | 12                | 4-8-0          | 30 dicembre 2006     | 26 settembre 2024          |
| San Francisco 49ers   | 21                | 12-9-0         | 14 dicembre 2006     | 12 dicembre 2024           |
| Denver Broncos        | 20                | 8-12-0         | 23 novembre 2006     | 19 dicembre 2024           |
| Atlanta Falcons       | 15                | 10-5-0         | 16 dicembre 2006     | 3 ottobre 2024             |
| Chicago Bears         | 16                | 8-8-0          | 6 dicembre 2007      | 26 dicembre 2024           |
| Baltimore Ravens      | 17                | 12-5-0         | 30 novembre 2006     | 7 novembre 2024            |
| Seattle Seahawks      | 15                | 9-6-0          | 14 dicembre 2006     | 26 dicembre 2024           |
| Green Bay Packers     | 14                | 9-5-0          | 21 dicembre 2006     | 5 dicembre 2024            |
| Arizona Cardinals     | 15                | 5-10-0         | 27 novembre 2008     | 20 ottobre 2022            |
| Washington Commanders | 11                | 5-6-0          | 30 dicembre 2006     | 14 novembre 2024           |
| New England Patriots  | 14                | 10-4-0         | 29 dicembre 2007     | 19 settembre 2024          |
| Miami Dolphins        | 14                | 7-7-0          | 19 novembre 2009     | 12 settembre 2024          |
| Detroit Lions         | 5                 | 3-2-0          | 3 dicembre 2015      | 5 dicembre 2024            |
| Houston Texans        | 13                | 5-8-0          | 13 dicembre 2007     | 31 ottobre 2024            |
| Las Vegas Raiders     | 16                | 8-8-0          | 23 dicembre 2006     | 29 novembre 2024           |
| Cleveland Browns      | 16                | 9-7-0          | 7 dicembre 2006      | 21 novembre 2024           |
| Cincinnati Bengals    | 13                | 5-8-0          | 30 novembre 2006     | 7 novembre 2024            |
| Carolina Panthers     | 17                | 6-11-0         | 22 dicembre 2007     | 9 novembre 2023            |
| Jacksonville Jaguars  | 16                | 6-10-0         | 18 dicembre 2008     | 19 ottobre 2023            |
| Tennessee Titans      | 15                | 6-9-0          | 25 dicembre 2009     | 2 novembre 2023            |
| New Orleans Saints    | 13                | 4-9-0          | 11 dicembre 2008     | 17 ottobre 2024            |
| Buffalo Bills         | 12                | 6-6-0          | 3 dicembre 2009      | 12 settembre 2024          |
| Los Angeles Rams      | 16                | 9-7-0          | 20 dicembre 2007     | 12 dicembre 2024           |
| Minnesota Vikings     | 10                | 3-7-0          | 21 dicembre 2006     | 24 ottobre 2024            |
| Tampa Bay Buccaneers  | 16                | 4-12-0         | 17 dicembre 2011     | 3 ottobre 2024             |

1. ↑  San Diego Chargers fino al 2016
2. ↑  Washington Redskins fino al 2019, Washington Football Team dal 2020 al 2021
3. ↑  Oakland Raiders fino al 2019
4. ↑  St. Louis Rams fino al 2015

## Spettatori
Nel seguente grafico è riportata la media annuale di spettatori a partita (in milioni) registrata dal Thursday Night Football negli Stati Uniti, insieme a quelle di altri programmi che trasmettono partite della NFL in prima serata come il Monday Night Football (MNF) e il Sunday Night Football (SNF), insieme alla media del totale delle partite messe in onda dalla lega.
Media spettatori TV/Streaming a partita (milioni)Anno0510152025201420162018202020222024Totale National Football LeagueThursday Night FootballMonday Night FootballSunday Night Football
Fonti dati: Nielsen.com Statista SportsMediaWatch